# Naelavere
Naelavere és una localitat situada en el municipi de Peipsiääre, en el comtat de Tartu, Estònia. Té una població estimada, el 2021, de 37 habitants.
Està situada al nord-est del comtat, prop del riu Emajõgi, de la riba occidental del llac Peipus i de la frontera amb el comtat de Jõgeva.
El compositor Eduard Tubin hi va passar la infància.